# Nomorhamphus
Nomorhamphus – rodzaj ryb z rodziny Zenarchopteridae.

## Klasyfikacja
Gatunki zaliczane do tego rodzaju:
| - Nomorhamphus bakeri - Nomorhamphus brembachi – hakodziobek skromny - Nomorhamphus celebensis - Nomorhamphus ebrardtii - Nomorhamphus hageni - Nomorhamphus kolonodalensis - Nomorhamphus liemi – hakodziobek czarny - Nomorhamphus manifesta | - Nomorhamphus megarrhamphus - Nomorhamphus pectoralis - Nomorhamphus philippina - Nomorhamphus pinnimaculata - Nomorhamphus rex - Nomorhamphus rossi - Nomorhamphus towoetii - Nomorhamphus vivipara – półdziobek filipiński - Nomorhamphus weberi |

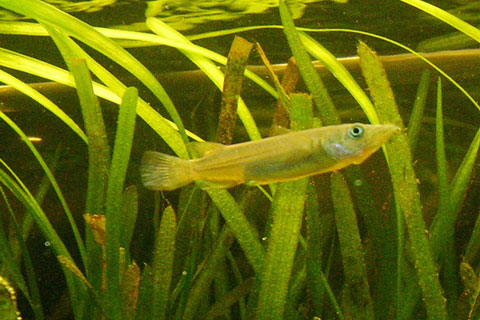
Nomorhamphus liemi